# Et drama i polarisen
Et drama i polarisen er en amerikansk stumfilm fra 1921 af Wesley Ruggles.

## Medvirkende
- Alice Lake som Lucretia Eastman
- Carl Gerard som Tom Eastman
- Rudolph Valentino som Frank Underwood
- Robert Alden som Fred Turner
- Charles Hill Mailes som Jim Eastman
- Rhea Haines som Ruby Lawton